# Pinheiral
Pinheiral est une municipalité brésilienne de l'État de Rio de Janeiro et la microrégion de la Vallée de la Paraíba Fluminense.

## Histoire

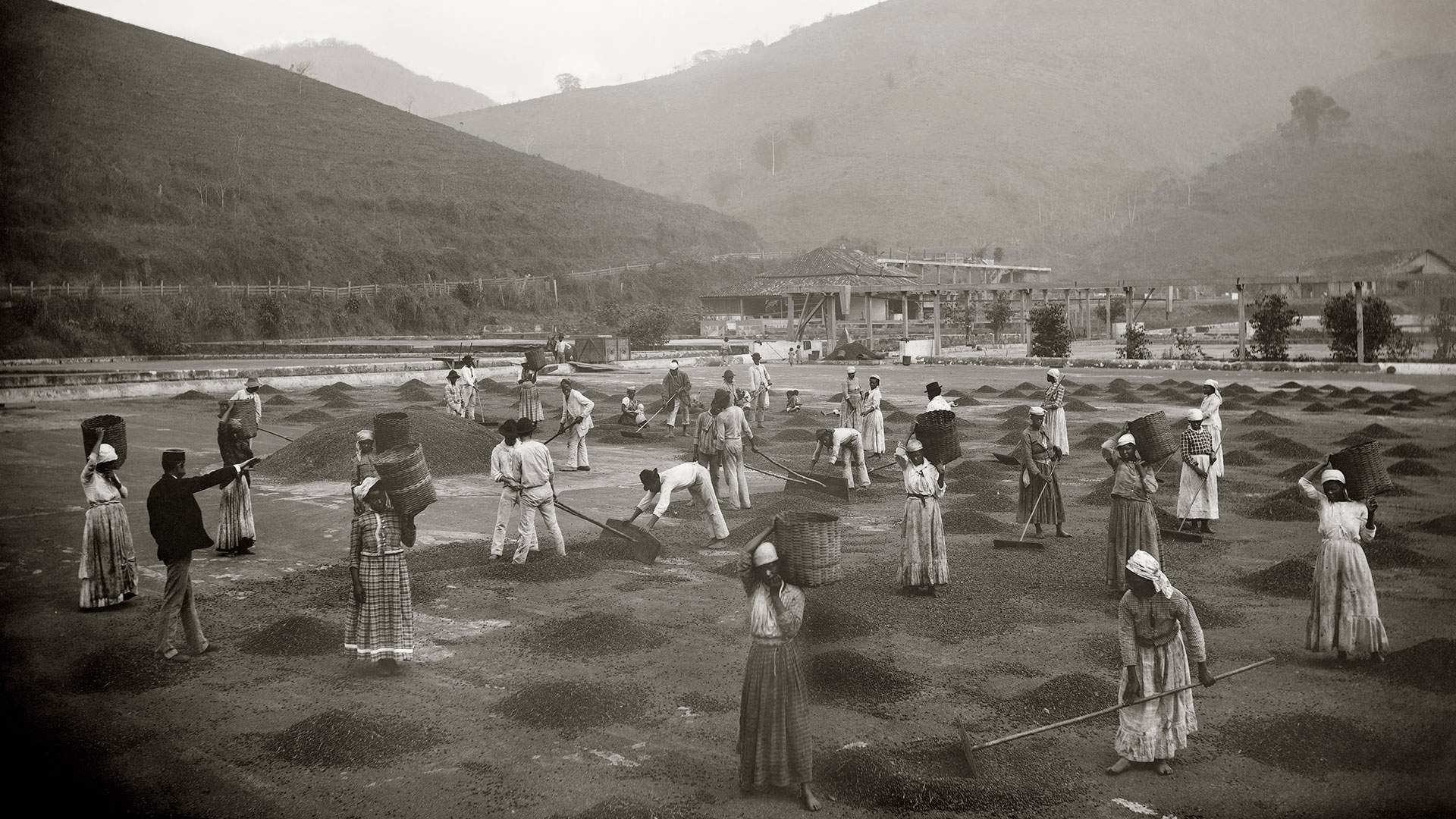
Esclaves dans une plantation de café au Brésil, vers 1882, quelques années avant son abolition en 1888.

La ville doit son nom à la plantation de café São José do Pinheiro, l’une des exploitations esclavagistes les plus prospères du Brésil. Près de 500 personnes – une main-d’œuvre inhabituellement nombreuse, même selon les critères brésiliens – y travaillaient pour José de Souza Breves, l’un des hommes les plus riches du pays, également propriétaire de huit autres plantations dans la région. Aujourd’hui, les descendants d'esclaves ont obtenu un financement du gouvernement brésilien pour transformer le Parc des Ruines, dernier vestige de la plantation, en musée et école de jongo, une tradition afro-brésilienne qui mêle musique, danse, spiritualité et traditions orales.